# Gonçal Serraclara i Costa
Gonçal Serraclara i Costa (Barcelona, 1841 - 2 d'agost de 1885) fou un polític català d'ideologia republicana i federalista, germà de Josep Maria Serraclara i Costa.

## Trajectòria
Fill de Josep Serraclara i Maria Costa. Casat a Barcelona el 4 d'agost de 1874 amb Maria Hubert i Garçon cosina de Frederic Soler i Hubert.. Participà en la revolució de 1868 i a les eleccions generals espanyoles de 1869 fou elegit diputat per Barcelona. Era un dels membres més intransigents del Club dels Federalistes, fundador de El Estado Catalán juntament amb Valentí Almirall i Llozer, i intervingué en l'aixecament federalista de 1869 i el 1870 en l'alçament contra les quintes pel qual fou condemnat a 12 anys d'exili. Amnistiat, va retornar el 1873 i essent diputat provincial de Barcelona, col·laborà amb Baldomer Lostau i Prats en l'intent de proclamació de l'Estat Català del març del 1873.

## Obres
- La nueva inquisición. Proceso del diputado Serraclara y sucesos ocurridos en Barcelona el día 25 de setiembre de 1869 (1870)
- El libro del ciudadano (1877)